# El Sauz de San Isidro
El Sauz de San Isidro är en ort i Mexiko.   Den ligger i kommunen Choix och delstaten Sinaloa, i den nordvästra delen av landet, 1 200 km nordväst om huvudstaden Mexico City. El Sauz de San Isidro ligger 674 meter över havet och antalet invånare är 111.
Terrängen runt El Sauz de San Isidro är bergig österut, men västerut är den kuperad. El Sauz de San Isidro ligger nere i en dal. Runt El Sauz de San Isidro är det mycket glesbefolkat, med 6 invånare per kvadratkilometer. Närmaste större samhälle är Los Cedros, 14,4 km väster om El Sauz de San Isidro. I omgivningarna runt El Sauz de San Isidro växer huvudsakligen savannskog.